# Анастасия Васильевна (царевна)
Царевна Анастасия Васильевна (1610, Москва — Суздаль) — младшая из двух дочерей царя Василия Шуйского и Марии Буйносовой-Ростовской.
Родилась на втором году супружества своих родителей, накануне свержения царя Василия. Была отправлена вместе со своей матерью, насильно постриженной в монахини, в ссылку в суздальский Покровский монастырь, где вскоре и скончалась. Могила, считающаяся её захоронением, была вскрыта в 1934 году, и найденные там реликвии вызывают споры.

## Захоронение
В Кремлёвском Вознесенском монастыре, в отличие от её старшей сестры Анны (захоронение уцелело), девочку не хоронили, поскольку она умерла уже после свержения отца. Вероятно, она сопровождала мать во время ссылки её в суздальский Покровский монастырь, где ребёнок и умер. В 1626 году скончалась и её мать, и была похоронена там же, однако когда в 1635 году по просьбе царя Михаила Федоровича поляки возвратили останки Василия Шуйского, и он был перезахоронен в мужской царской усыпальнице — Архангельском соборе в Кремле, останки его несчастной супруги также были перезахоронены в Москве, в Вознесенском монастыре.
Однако могила царской дочери, судя по всему, осталась в Суздале, поскольку из документов известно, что, в 1638 году, царский брат князь Иван Иванович Шуйский сделал вклад в этот монастырь — серебряное блюдо «ко царевне Настасье ставить ко гробу».
Именно эта могила, судя по всему, сохранялась в подклете Покровского монастыря, пока в 1934 году её не вскрыли при участии тогдашнего директора Суздальского музея Алексея Дмитриевича Варганова. Документальной съёмки, однако, не велось — монастырь в то время был занят секретным Бюро особого назначения ОГПУ, связанным с разработкой биологического оружия.
По свидетельству Варганова, в захоронении не оказалось ничего, кроме деревянной колоды и остатков ткани. Реставратору детской одежды из Государственного исторического музея Е. С. Видоновой, которой предоставили остатки ткани, даже не сообщили деталей и обстоятельств находки, ссылаясь на необходимость соблюдения «чистоты эксперимента». Однако при публикации результатов реконструкции в примечании «от редакции» Кратких сообщений Института истории материальной культуры приводились некоторые подробности того, что увидел Варганов: «Присутствовавший при ликвидации усыпальницы директор Суздальского музея А. Д. Варганов обнаружил под плитой небольшую погребальную колоду, покрытую изнутри толстым слоем извести. В ней оказались остатки описываемой детской рубашки и истлевшее тряпье без каких-либо остатков и следов костяка».
Соседство могилы с захоронением Соломонии Сабуровой — насильственно постриженной за бездетность женой Василия III, породило теорию о том, что это «тайное захоронение» рожденного ею в ссылке сына Георгия — якобы старшего брата Ивана Грозного. Это якобы подтверждал рисунок могильного камня XVI века, а также проведенная реставрация ткани и украшений детской рубашки, которую атрибутировали как одеяние мальчика (хотя ни фрагментов одежды, ни представительного материала не существовало). Впоследствии Варганов писал вполне определенно, что захоронение оказалось ложным и там лежало «подобие куклы, сделанной из шелковых древних тканей, завернутых в материю и опоясанных пояском с кисточками». Отреставрированная, эта рубашечка находится в исторической экспозиции суздальского музея, рядом с ней — крышка от той гробницы.
Автор биографии царя Василия В. Н. Козляков пишет: «Кстати, если захоронение царевны Анастасии Васильевны действительно было ложным, то это уже могло быть тайной князей Шуйских, возможно, спрятавших младенца-девочку подальше от врагов царя Василия Шуйского. После истории с появлением самозваного царевича Дмитрия соблазн таких действий был велик. Хотя вклады „на могилу“ царевны Анастасии Васильевны князя Ивана Ивановича Шуйского, последнего из оставшихся в живых братьев князей Шуйских, убеждают в том, что никакого стремления к воспитанию самозванки уже не было».